# Bradysia inversa
Bradysia inversa är en tvåvingeart som beskrevs av Werner Mohrig och Menzel 1993. Bradysia inversa ingår i släktet Bradysia och familjen sorgmyggor. Inga underarter finns listade i Catalogue of Life.